# Дитмансрид
Дитмансрид (нем. Dietmannsried) — ярмарочная община в Германии, в земле Бавария.
Община расположена в правительственном округе Швабия в районе Верхний Алльгой. Население составляет 7873 человека (на 31 декабря 2010 года). Занимает площадь 53,67 км².
Ярмарочная община подразделяется на 4 сельских округа.

## Население
По оценке на 31 декабря 2015 года население общины Дитмансрид составляет 7904 чел. 

| Дата      | 1840 | 1871 | 1900 | 1925 | 1939 | 1950 | 1961 | 1970 | 1987 | 2011 |
| --------- | ---- | ---- | ---- | ---- | ---- | ---- | ---- | ---- | ---- | ---- |
| Население | 2581 | 2763 | 3296 | 3746 | 3482 | 4940 | 4235 | 4679 | 6067 | 7763 |

| Год       | 1960 | 1970 | 1980 | 1990 | 2000 | 2009 | 2010 | 2011 | 2012 | 2013 | 2014 | 2015 |
| --------- | ---- | ---- | ---- | ---- | ---- | ---- | ---- | ---- | ---- | ---- | ---- | ---- |
| Население | 4293 | 4765 | 5791 | 6426 | 7412 | 7867 | 7873 | 7755 | 7777 | 7825 | 7886 | 7904 |

## Города-побратимы
- Карри-ле-Руэ, Франция (Прованс — Альпы — Лазурный Берег, Буш-дю-Рон), 1988 год. В Дитмансриде есть площадь Carry-le-Rouet-Platz;